# 大山顕
大山 顕（おおやま けん、1972年11月3日 - ）は、神奈川県在住の写真家、フリーライター。
団地研究家としての顔も持つ。

## 人物・略歴
埼玉県所沢市生まれ、千葉県船橋市育ち。1992年に 千葉県立国府台高等学校を卒業後、千葉大学工学部工業意匠学科（専攻は環境デザイン）に進学。同大学院修士課程を修了し、1998年、松下電器産業（現・パナソニック）に入社。10年間勤務した後に退社し、2007年に写真家として独立。現在は、執筆・撮影・出版・テレビ出演・イベント主催などで活動中。
好きなものは工場、団地、ジャンクション。

## 団地について
いわゆる「団地マニア」であり20年前から撮影や取材を続ける。赤羽台団地も、「スターハウス（上から見たときに『Y』字型の住宅のこと）やスキップフロア形式（１階おきにしか通路が通っていないアクセス形式のこと）の住棟など、いろいろなタイプの棟が巧みにレイアウトされているのが赤羽台団地のすてきなところ。ツアーでは実際に部屋に入れてもらえて感動しました！」と言う。
大山は「団地団」というグループでの活動もしている。メンバーは大山のほか、脚本家の佐藤大、評論家の速水健朗、作家の山内マリコ、漫画家の今井哲也、ライター・編集者の稲田豊史、うめ (漫画家)の妹尾朝子など、主に創作活動を行う人たち。全員が団地好きのユニット。団地が登場する映画や小説などを持ち寄って、団地を通しての作品論、社会論をトークイベントとして行っている。
初めは建物に興味があったが団地の魅力はレイアウトにあることに気づく。「赤羽台団地の場合だったら、台地という地形や、以前、軍服を作る工場だったことなど、団地が建つ前の歴史や地形がレイアウトに生きてるんですよね」と語る。
「ヌーヴェル赤羽台」にも、これまでの団地のよさが継承されているとし「ある程度敷地面積を増やしつつもむやみに高層化しないというポリシーや、団地は地域に対してオープンであるべきだ、という考え方に共感できますね。」と述べている。

## 盗作問題
2008年2月15日、大山はニフティが運営する『デイリーポータルZ』において「手のりポッド」というテトラポッドのペーパークラフトの記事を掲載した。ところが、このクラフトは別の人物が作成したものを無断で加工し、自ら考案したかのように紹介したものであった。さらには、自らのブログにも同様の内容の記事を掲載した。
それから約1年後の2009年1月30日、『デイリーポータルZ』に関連記事として「テトぐるみがかわいい」という記事を再度掲載した。取り上げた内容はテトラポッドを模したぬいぐるみであったが、このぬいぐるみに関しても第三者の作成したものでありながら自身も制作に関わったかのように内容を偽った。その後、大山はペーパークラフトの本来の作者からの指摘があったにもかかわらず無断加工を認めず、さらに強い抗議を受けた後、2009年10月16日付けにてようやく『デイリーポータルZ』上に謝罪文を掲載し、記事の公開を停止することとなった。しかしながら、本人のブログには2014年10月現在も当該記事は残ったままである。
また、2009年5月配信のトロ・ステーション第914回や雑誌等の取材[要出典]に自分が製作者であるとしてインタビューを受けている。
なお、謝罪文において「利益全額および記事2本分の原稿料をすべてしかるべき活動団体に寄付することにいたします」と述べたが、どのような団体にいくら寄付したのかは一切明らかにされていない。Twitterやブログなどにおいても、本件に関して言及したユーザーやコメントはブロックおよび削除されてしまっている。

## 著書・作品

### 監修・編集
- 『団地マニア 〜団地プレイはじめの一歩〜』（2007年　エイベックス・マーケティング）

### 共著
- 『工場萌え』（2007年　東京書籍）　ISBN 448780163X
- 『工場萌えF』（2009年　東京書籍）　ISBN 4487803454
- 『ドボク・サミット』（2009年　武蔵野美術大学出版局）　ISBN 4901631829
- 『酷道をゆく』（2008年　イカロス出版）　ISBN 4863200250
- 『酷道をゆく2』（2008年　イカロス出版）　ISBN 4863200722
- 『団地団　～ベランダから見渡す映画論～』（2012年　キネマ旬報社）　ISBN 487376386X

### 単著
- 『ジャンクション』（2007年　メディアファクトリー）　ISBN 4840120935
- 『団地の見究』（2008年　東京書籍）　ISBN 4487802598
- 『団地さん』（2008年　エンターブレイン）　ISBN 4757741413
- 『高架下建築』（2009年　洋泉社）　ISBN 4862483844
- 『共食いキャラの本』（2009年　洋泉社）　ISBN 4862484638
- 『真上から見た 狭くて素敵な部屋カタログ』（2018年 宝島社）　ISBN  4800281482
- 『新写真論　スマホと顔』　(2020年　ゲンロン叢書)

### 執筆
- 「工場の魅力～ある廃工場の風景～」『ワンダーJAPAN 4』（2007年　三才ブックス）　ISBN 4861990866
- 『ワンダーJAPAN巨大工場総特集号』（2009年　三才ブックス）　ISBN 4861991943

### 連載
- 『デイリーポータルZ』（2002年 - 2019年11月　@nifty、iTSCOM）
- 「ドボ珍」『東京スポーツ』（2009年4月 - 　東京スポーツ新聞社）

## 写真展
- 『大団地展』（2003年7月　Gallery ART SPACE）
- 『大団地展』（2006年5 - 6月　文化フォーラム春日井）
- 『大団地展3』（2008年5月　世田谷ものづくり学校）
- 『大団地展4』（2008年7月　カロブックショップ＆カフェ）
- 『大団地展5』（2008年9月　ドイツ文化センター）
- 『日本の美しい景観 〜大山顕写真展〜』（2012年10 - 11月　みなとみらいギャラリー）

## テレビ・ラジオ出演
- 『熱中時間 忙中"趣味"あり』レギュラー出演（2006年 - 2010年　NHK）
- 「昭和の時代にタイムスリップ！団地探訪」『タモリ倶楽部』（2007年5月11日放送　テレビ朝日）
- 『空から日本を見てみよう』（2009年11月26日放送　テレビ東京）
- 『ピエール瀧のしょんないTV』（2010年11月13日放送　静岡朝日テレビ）
- 『ホビーの匠』新春スペシャル（2012年1月2日放送、広島ホームテレビ）広島の工場萌え巡り。
- 『マツコの知らない世界』（2012年12月7日放送、TBS）
- 『安住紳一郎の日曜天国』（2014年4月13日、2016年11月20日、2020年2月8日、2021年1月17日放送、2025年8月3日TBSラジオ）

## 講演・イベント出演
- 『団地ナイト』（2005年2月10日　新宿ロフトプラスワン）
- 『団地ナイト2』（2006年2月25日　新宿ロフトプラスワン）
- 『工場ナイト』（2007年3月9日　新宿ロフトプラスワン）
- 『工場ナイト2』（2007年8月25日　東京カルチャーカルチャー）
- 『ピクトさんナイト』（2007年9月30日　東京カルチャーカルチャー）
- 『国道ナイト』（2008年4月5日　東京カルチャーカルチャー）
- 『あなたの知らない団地の世界』（2008年6月　リビングデザインセンターOZONE）
- 『ピクトさんナイト2』（2008年8月31日　東京カルチャーカルチャー）
- 『めくるめく高架下建築の世界へ！』（2009年3月5日　ジュンク堂新宿店）
- 『「まちの断片」～近所の風景～』（2009年4月29日　メディアセブン）
- 『大山顕 街歩きフォトワークショップ〜全員即席マニアフォトカメラマンになってもらいます写真講座〜』（2009年5月10日　東京カルチャーカルチャー）
- 『大山顕 街歩きフォトワークショップ〜全員即席マニアフォトカメラマンになってもらいます写真講座2〜』（2009年6月20日　東京カルチャーカルチャー）
- 『渋谷の不思議を写真に撮ろう！ 街歩きワークショップ渋谷編〜全員即席マニア写真家になってもらいます〜』（2009年7月18日　東急セミナーBE渋谷校）
- 『大山顕の“ヤバい景観的東京88景”』（2009年8月9日　東京カルチャーカルチャー）
- 『団地とライブとお化け屋敷』（2009年9月5日　光明寺）
- 『大山顕のまち歩きフォトワークショップ〜マニア写真家になってみよう』（2009年9月21日　メディアセブン）
- 『大山顕の街歩きワークショップ〜東急東横線編〜』（2009年10月17日・11月21日・12月19日　東急セミナーBE渋谷校）
- 『いざ！即席マニアカメラマン-の街歩きフォトワークショップ- 青葉区編』（2009年11月22日　通町コミュニティセンター）
- 『いざ！即席マニアカメラマン-の街歩きフォトワークショップ- 若葉区編』（2009年12月5日　南仙台振興ビル）